# إتيان بوالو
إتيان بوالو (بالفرنسية: Étienne Boileau)‏ هو قاضي فرنسي، ولد في 1200 في فرنسا، وتوفي في 1270 في باريس في فرنسا.